# Andrzej Baborski
Andrzej Baborski (ur. 19 marca 1936 w Piekarach Śląskich, zm. 10 listopada 2001 we Wrocławiu) – profesor nauk ekonomicznych.

## Dzieciństwo i studia
Swoje dzieciństwo i wczesną młodość spędził na Górnym Śląsku w Piekarach Śląskich.
Dojrzałe życie związał z Wrocławiem, gdzie ukończył studia i w 1959 roku otrzymał tytuł magistra inżyniera na Wydziale Elektroniki Politechniki Wrocławskiej.

## Kariera i działalność naukowa
Po ukończeniu Politechniki Wrocławskiej nadal na niej pozostał pracując w latach 1960–1970 na stanowisku asystenta w Katedrze Telemechaniki i Automatyki na Wydziale Elektroniki Politechniki Wrocławskiej.
W latach 1963–1965 odbywał okresową służbę wojskową w Oficerskiej Szkole Radiotechnicznej w Jeleniej Górze, będąc także wykładowcą podstaw radiolokacji. Po ukończeniu służby wojskowej wrócił do pracy w Politechnice Wrocławskiej na stanowisku starszego asystenta.
W 1970 uzyskał stopień doktora nauk technicznych na tejże uczelni.
Po uzyskaniu tytułu doktora dalsze życie zawodowe związał z Wyższą Szkołą Ekonomiczną przemianowaną później na Akademię Ekonomiczną im. Oskara Langego we Wrocławiu i tam pracował aż do śmierci – obecnie jest to Uniwersytet Ekonomiczny we Wrocławiu. Praca na uczelni to nie tylko rozwój naukowy – uzyskał wszystkie tytuły naukowe – ale pasmo sukcesów w różnych obszarach pozanaukowych.
Rozpoczął pracę w roku 1971 na stanowisku adiunkta w Instytucie Metod Rachunku Ekonomicznego w ówczesnej Wyższej Szkole Ekonomicznej we Wrocławiu. Stopień doktora habilitowanego uzyskał 9 lat później w 1980 na Wydziale Zarządzania i Informatyki. W latach 1981–2001 z krótkimi przerwami pracował w Instytucie Informatyki Ekonomicznej jako kierownik Zakładu Systemów Komputerowych przekształconego w Katedrę Systemów Komputerowych a później na Katedrę Systemów Sztucznej Inteligencji (Katedra do dzisiaj funkcjonuje w strukturze uczelni). Został zaproszony jako profesor wizytujący do USA i w latach 1985–1986 pracował na California State University Northridge. W roku 1990 otrzymał tytuł profesora nauk ekonomicznych, a 3 lata później profesora zwyczajnego.
Zmarł w 2001, pochowany na  cmentarzu komunalnym we Wrocławiu przy ulicy Grabiszyńskiej.

## Pełnione funkcje na uczelni
Jego zdolności organizacyjne zostały bardzo szybko dostrzeżone, i powierzano mu wiele odpowiedzialnych funkcji na uczelni macierzystej i poza nią, w kraju i za granicą. Był dyrektorem Ośrodka Komputerowego. W latach 1990–1993 pełnił funkcję prorektora ds. współpracy z zagranicą, a następnie przez dwie kadencje (w latach 1993–1996, 1996-1999) rektora Akademii Ekonomicznej we Wrocławiu. W latach 1996–1999 był przewodniczącym Konferencji Rektorów Uczelni Ekonomicznych. W tym okresie został członkiem Prezydium Konferencji Rektorów Akademickich Szkół Polskich. Ogromna aktywność profesora sprawiła, że był postacią znaną w Polsce i za granicą. Był członkiem krajowych i zagranicznych organizacji naukowych.

## Inicjatywy w obszarze zawodowym
Był inicjatorem wielu przedsięwzięć, które są do dzisiaj widoczne. Z jego inicjatywy została przyznana Nagroda Konferencji Rektorów Uczelni Wrocławia i Opola wybitnemu matematykowi, profesorowi Józefowi Dudce (był promotorem). Miał zmysł przewidywania rozwoju nauki w której się specjalizował. Inicjował różne badania i popularyzował nową dyscyplinę: zarządzanie wiedzą. Był kierownikiem zespołu, który podjął się realizacji szeregu nowatorskich tematów badawczych z tego zakresu, m.in.: problematykę generowania i modyfikacji baz wiedzy dla zarządzania, a także adaptacyjności systemów zarządzania wiedzą. Jeden z Jego ostatnich artykułów we współpracy z Ryszardem Bonnerem, opublikowany w ramach książki wydanej przez Uniwersytet Malardalens (Szwecja) prezentuje dwa podejścia do zarządzania wiedzą.
Jego pomysłem była organizacja konferencji unikalnej w ówczesnym czasie w skali światowej Knowledge Acquisition and Management (KAM). Jej kolejne edycje odbywają się każdego roku. Uczestniczył w pracach rad programowych wielu konferencji krajowych i zagranicznych. Z jego inicjatywy zostało powołane Naukowe Towarzystwo Informatyki Ekonomicznej (NTIE), Był do końca życia jego prezesem. Działania tej organizacji są widoczne do dziś. Był inicjatorem powołania do życia nowego kierunku studiów na Wydziale Zarządzania i Informatyki (obecnie Wydziale Zarządzania Informatyki i Finansów). Był członkiem prestiżowego stowarzyszenia American Association of Artificial Intelligence.

## Nagrody
Za swą bardzo intensywną działalność akademicką oraz sprawowane funkcje został odznaczony w roku 1990 Krzyżem Kawalerskim Orderu Odrodzenia Polski. Otrzymał także czterokrotnie – za działalność naukową i organizacyjną – nagrodę Ministra Edukacji Narodowej.

## Działalność społeczna
Jako działacz społeczny profesor Andrzej Baborski odniósł wiele sukcesów. Był pierwszym przewodniczącym Komisji Uczelnianej NSZZ „Solidarność” oraz uczestnikiem Zespołu Ekspertów i Doradców NSZZ „Solidarność” Dolny Śląsk. Zaangażował się w działalność Zakładu Narodowego im. Ossolińskich, będąc w latach 1995–2001 członkiem Rady Kuratorów Fundacji. Był miłośnikiem Ziemi Dolnośląskiej oraz Wrocławia. Pełnił funkcję radnego Rady Miejskiej Wrocławia, a zarazem przewodniczącego Komisji Rozwoju Przestrzennego i Architektury. Od roku 1991 należał do międzynarodowego stowarzyszenia Rotary International. Współtworzył Klub Rotary Wrocław. W latach 1995–1996 był prezydentem tego Klubu. W roku 2000 przez wszystkich polskich Rotarian został desygnowany na stanowisko gubernatora Dystryktu Rotariańskiego 2230 obejmującego Polskę, Ukrainę i Białoruś.

## Pasje
Profesor Baborski był człowiekiem o wielu pasjach. Jego główne pasje to turystyka, fotografowanie – szczególnie plenerów i pisanie okolicznościowych wierszy. Po jego śmierci, z inicjatywy rodziny został wydany tomik wierszy jego autorstwa.

## Inne źródła
- „Nasza Akademia” nr 1(15) (wiosna 2002) – czasopismo uczelniane AE we Wrocławiu (dostępne w bibliotece Uniwersytetu Ekonomicznego we Wrocławiu)
- „Nasza Akademia” nr 3/4 (jesień-zima 2006) – czasopismo uczelniane AE we Wrocławiu (dostępne w bibliotece Uniwersytetu Ekonomicznego we Wrocławiu)
- materiały archiwalne uczelni – Uniwersytet Ekonomiczny we Wrocławiu
- materiały archiwalne Katedry Systemów Sztucznej Inteligencji – Uniwersytet Ekonomiczny we Wrocławiu